# Кубок «Спартака» 2002
Девятый Кубок Спартака проходил с 19 по 24 августа 2002 года в Москве и Подольске. В турнире приняли участие 6 команд: «Спартак», «Крылья Советов», «Витязь», «Ак Барс», «ХИФК» (Финляндия), ЦСКА. Все участники были разбиты на две группы. По две лучшие команды вышли в полуфинал. После полуфинала состоялись матчи за 3 и 5 места, и финал. Победителем турнира второй год подряд стал казанский «Ак Барс».

## Арены
Матчи турнира прошли на трех ледовых аренах: Дворец спорта Сокольники (Москва), Ледовый дворец ЦСКА (Москва), КСК «Ледовый дворец Витязь» (Подольск).

## Матчи турнира

### Группа «А»
| 19 августа 2002 19:00 | Спартак | 3 : 2 (2:0, 0:2, 1:0) | ЦСКА | Дворец спорта Сокольники, Москва Зрителей: 2500 |

| Отчёт                                                                                | Отчёт                      | Отчёт                                                | Отчёт                        | Отчёт           |
| ------------------------------------------------------------------------------------ | -------------------------- | ---------------------------------------------------- | ---------------------------- | --------------- |
|                                                                                      |                            |                                                      |                              |                 |
|                                                                                      | Стивен Плуфф 00:00 - 60:00 | Вратари                                              | 00:00 - 59:40 Душан Салфицки | Судья: Бутурлин |
|                                                                                      | Голы:                      |                                                      |                              | Судья: Бутурлин |
| Павел Бойченко 09:49 Александр Дроздецкий (Д. Уппер) бол 13:23 Игорь Хацей бол 41:18 | 1:0 2:0 2:1 2:2 3:2        | 24:46 Николай Пронин (А. Лещев) 29:15 Сергей Аншаков |                              | Судья: Бутурлин |
|                                                                                      |                            |                                                      |                              | Судья: Бутурлин |
|                                                                                      |                            |                                                      |                              | Судья: Бутурлин |
|                                                                                      |                            |                                                      |                              | Судья: Бутурлин |
| 30 мин                                                                               | Штраф                      | 20 мин                                               |                              | Судья: Бутурлин |
|                                                                                      |                            |                                                      |                              |                 |
|                                                                                      | 27 (13+7+7)                | Броски                                               | 22 (8+8+6)                   |                 |

| 20 августа 2002 19:00 | ЦСКА | 1 : 3 (0:0, 1:2, 0:1) | Крылья Советов | Ледовый дворец ЦСКА, Москва Зрителей: 2000 |

| Отчёт                | Отчёт                                    | Отчёт | Отчёт                        | Отчёт          |
| -------------------- | ---------------------------------------- | --- | ---------------------------- | -------------- |
|                      |                                          | |                              |                |
|                      | Олег Шевцов 00:00 - 58:40, 59:38 - 60:00 | Вратари                                                                                                   | 00:00 - 60:00 Алексей Егоров | Судья: Буланов |
|                      | Голы:                                    | |                              | Судья: Буланов |
| Николай Пронин 24:10 | 1:0 1:1 1:2 1:3                          | 30:18 Руслан Берников (А. Волчков) 32:26 Михаил Иванов (Костичкин) 59:38 мен Руслан Берников (К. Корнеев) |                              | Судья: Буланов |
|                      |                                          | |                              | Судья: Буланов |
|                      |                                          | |                              | Судья: Буланов |
|                      |                                          | |                              | Судья: Буланов |
| 12 мин               | Штраф                                    | 22 мин |                              | Судья: Буланов |
|                      |                                          | |                              |                |
|                      | 25 (10+9+6)                              | Броски | 19 (8+5+6)                   |                |

| 21 августа 2002 19:00 | Спартак | 2 : 0 (0:0, 1:0, 1:0) | Крылья Советов | Дворец спорта Сокольники, Москва Зрителей: 2200 |

| Отчёт                                                                                   | Отчёт        | Отчёт   | Отчёт                        | Отчёт          |
| --------------------------------------------------------------------------------------- | ------------ | ------- | ---------------------------- | -------------- |
|                                                                                         |              |         |                              |                |
|                                                                                         | Стивен Плуфф | Вратари | 00:00 - 60:00 Алексей Егоров | Судья: Семенов |
|                                                                                         | Голы:        |         |                              | Судья: Семенов |
| Дмитрий Семин (С. Арекаев, В. Корсунов) 33:40 Максим Потапов (Воронов, Поздняков) 56:33 | 1:0 2:0      |         |                              | Судья: Семенов |
|                                                                                         |              |         |                              | Судья: Семенов |
|                                                                                         |              |         |                              | Судья: Семенов |
|                                                                                         |              |         |                              | Судья: Семенов |
| 14 мин                                                                                  | Штраф        | 8 мин   |                              | Судья: Семенов |
|                                                                                         |              |         |                              |                |
|                                                                                         | 25 (6+9+10)  | Броски  | 23 (9+6+8)                   |                |

|   |                | В | ВО | Н | ПО | П | Ш   | О |
| 1 | Спартак        | 2 | 0  | 0 | 0  | 0 | 5-2 | 6 |
| 2 | Крылья Советов | 1 | 0  | 0 | 0  | 1 | 3-3 | 3 |
| 3 | ЦСКА           | 0 | 0  | 0 | 0  | 2 | 3-6 | 0 |

### Группа «В»
| 19 августа 2002 20:00 | Витязь | 1 : 4 (0:2, 0:1, 1:1) | Ак Барс | КСК «Ледовый дворец Витязь», Подольск |

| Отчёт                         | Отчёт                          | Отчёт | Отчёт                        | Отчёт  |
| ----------------------------- | ------------------------------ | --- | ---------------------------- | ------ |
|                               |                                | |                              |        |
|                               | Виталий Тригубов 00:00 - 60:00 | Вратари | 00:00 - 60:00 Дмитрий Ячанов | Судья: |
|                               | Голы:                          | |                              | Судья: |
| Алексей Кочегаров (Ясс) 48:56 | 0:1 0:2 0:3 0:4 1:4            | 06:28 Евгений Федоров (Трофимов, Е. Варламов) 09:24 мен Александр Королюк (Д. Гоголев) 28:40 Дмитрий Квартальнов (С. Королёв) 48:00 Валерий Зелепукин (Д. Квартальнов, С. Королёв) |                              | Судья: |
|                               |                                | |                              | Судья: |
|                               |                                | |                              | Судья: |
|                               |                                | |                              | Судья: |
| 28 мин                        | Штраф                          | 14 мин |                              | Судья: |
|                               |                                | |                              |        |
|                               |                                | |                              |        |

| 20 августа 2002 18:30 | Витязь | 3 : 5 (2:1, 0:0, 1:4) | ХИФК | КСК «Ледовый дворец Витязь», Подольск |

| Отчёт | Отчёт                           | Отчёт | Отчёт         | Отчёт           |
| --- | ------------------------------- | --- | ------------- | --------------- |
| |                                 | |               |                 |
| | Юрий Герасимов                  | Вратари | Томас Дрэйпер | Судья: Бутурлин |
| | Голы:                           | |               | Судья: Бутурлин |
| Игорь Зеленчев (А. Никишов) 12:00 Олег Вощеникин (К. Касянчук, Н. Осипов) 12:32 Валентин Морозов (И. Зеленчев) бол 47:45 | 0:1 1:1 2:1 2:2 3:2 3:3 3:4 3:5 | 07:04 бол Киммо Кухта (Кантор) 46:17 Хапелая (Пярссинен) 53:21 Йонас Вихко 56:27 мен Хапелая (Вопат) 59:42 Киммо Кухта |               | Судья: Бутурлин |
| |                                 | |               | Судья: Бутурлин |
| |                                 | |               | Судья: Бутурлин |
| |                                 | |               | Судья: Бутурлин |
| 18 мин | Штраф                           | 20 мин |               | Судья: Бутурлин |
| |                                 | |               |                 |
| |                                 | |               |                 |

| 22 августа 2002 19:00 | Ак Барс | 7 : 1 (1:1, 3:0, 3:0) | ХИФК | Дворец спорта Сокольники, Москва Зрителей: 1200 |

| Отчёт | Отчёт                           | Отчёт                  | Отчёт       | Отчёт          |
| --- | ------------------------------- | ---------------------- | ----------- | -------------- |
| |                                 |                        |             |                |
| | Андрей Царев 00:00 - 60:00      | Вратари                | Лааксохарью | Судья: Поляков |
| | Голы:                           |                        |             | Судья: Поляков |
| Сергей Золотов (Е. Федоров, Трофимов) 17:06 Дмитрий Балмин (Я. Бенда, А. Завьялов) бол 24:00 Дмитрий Гоголев (А. Королюк) 24.53 Ян Бенда (В. Цыплаков) 31:16 Денис Соколов (А. Чупин, А. Королюк) мен 46:34 Дмитрий Квартальнов 56:38 Александр Королюк (Д. Гоголев, А. Тертышный) 58:55 | 0:1 1:1 2:1 3:1 4:1 5:1 6:1 7:1 | 09:02 Салминен (Лайне) |             | Судья: Поляков |
| |                                 |                        |             | Судья: Поляков |
| |                                 |                        |             | Судья: Поляков |
| |                                 |                        |             | Судья: Поляков |
| 18 мин | Штраф                           | 12 мин                 |             | Судья: Поляков |
| |                                 |                        |             |                |
| |                                 |                        |             |                |

|   |         | В | ВО | Н | ПО | П | Ш    | О |
| 1 | Ак Барс | 2 | 0  | 0 | 0  | 0 | 11-2 | 6 |
| 2 | ХИФК    | 1 | 0  | 0 | 0  | 1 | 6-10 | 3 |
| 3 | Витязь  | 0 | 0  | 0 | 0  | 2 | 4-9  | 0 |

### 1/2 финала
| 23 августа 2002 15:00 | Ак Барс | 3 : 2 (Б) (0:1, 2:1, 0:0, 0:0) | Крылья Советов | Дворец спорта Сокольники, Москва Зрителей: 1100 |

| Отчёт | Отчёт              | Отчёт                                                                          | Отчёт          | Отчёт            |
| --- | ------------------ | ------------------------------------------------------------------------------ | -------------- | ---------------- |
| |                    |                                                                                |                |                  |
| | Дмитрий Ячанов     | Вратари                                                                        | Алексей Егоров | Судья: Карабанов |
| | Голы:              |                                                                                |                | Судья: Карабанов |
| Евгений Наместников (С. Королев, В. Прошкин) 21:49 Дмитрий Гоголев (С. Королев, А. Королюк) 38:53 Ян Бенда | 0:1 1:1 2:1 2:2 ПБ | 07:07 Александр Виноградов (С. Романов) 27:21 Александр Виноградов (Д. Цыруль) |                | Судья: Карабанов |
| |                    |                                                                                |                | Судья: Карабанов |
| |                    |                                                                                |                | Судья: Карабанов |
| |                    |                                                                                |                | Судья: Карабанов |
| 14 мин | Штраф              | 18 мин                                                                         |                | Судья: Карабанов |
| |                    |                                                                                |                |                  |
| | 38 (12+13+9+4)     | Броски                                                                         | 26 (6+8+10+2)  |                  |

| 23 августа 2002 19:00 | Спартак | 2 : 1 (0:0, 2:0, 0:1) | ХИФК | Дворец спорта Сокольники, Москва Зрителей: 1200 |

| Отчёт                                                                               | Отчёт                      | Отчёт               | Отчёт                                      | Отчёт          |
| ----------------------------------------------------------------------------------- | -------------------------- | ------------------- | ------------------------------------------ | -------------- |
|                                                                                     |                            |                     |                                            |                |
|                                                                                     | Стивен Плуфф 00:00 - 60:00 | Вратари             | Томас Дрэйпер 00:00 - 59:20, 59:20 - 60:00 | Судья: Семенов |
|                                                                                     | Голы:                      |                     |                                            | Судья: Семенов |
| Владимир Корсунов (Н. Копытин, Д. Семин) 21:51 Дмитрий Уппер (А. Филатов) бол 24:24 | 1:0 2:0 2:1                | 49:56 Вопат (Вихко) |                                            | Судья: Семенов |
|                                                                                     |                            |                     |                                            | Судья: Семенов |
|                                                                                     |                            |                     |                                            | Судья: Семенов |
|                                                                                     |                            |                     |                                            | Судья: Семенов |
| 32 мин                                                                              | Штраф                      | 42 мин              |                                            | Судья: Семенов |
|                                                                                     |                            |                     |                                            |                |
|                                                                                     | 24 (10+7+7)                | Броски              | 19 (6+6+7)                                 |                |

### За 5-е место
| 23 августа 2002 18:30 | Витязь | 3 : 4 (Б) (2:2, 0:1, 1:0, 0:0, 0:1) | ЦСКА | КСК «Ледовый дворец Витязь», Подольск Зрителей: 1500 |

| Отчёт | Отчёт                          | Отчёт | Отчёт                                                 | Отчёт          |
| --- | ------------------------------ | --- | ----------------------------------------------------- | -------------- |
| |                                | |                                                       |                |
| | Виталий Тригубов 00:00 - 60:00 | Вратари | Душан Салфицки 00:00 - 06:41 Олег Шевцов 06:41- 60:00 | Судья: Захаров |
| | Голы:                          | |                                                       | Судья: Захаров |
| Руслан Ревякин (А. Кровопусков) 01:42 Игорь Зеленчев (Д. Баев) бол 05:49 Игорь Зеленчев (Уваров, К. Касянчук) 59:36 | 1:0 2:0 2:1 2:2 2:3 3:3 ПБ     | 10:15 бол Максим Осипов (С. Мозякин) 19:41 мен Николай Жердев (С. Мозякин) 27:42 Сергей Мозякин (Я. Голубовский) Николай Сёмин |                                                       | Судья: Захаров |
| |                                | |                                                       | Судья: Захаров |
| |                                | |                                                       | Судья: Захаров |
| |                                | |                                                       | Судья: Захаров |
| 14 мин | Штраф                          | 16 мин |                                                       | Судья: Захаров |
| |                                | |                                                       |                |
| | 31 (12+9+9+1)                  | Броски | 33 (16+7+7+3)                                         |                |

### За 3-е место
| 24 августа 2002 | Крылья Советов | 1 : 2 (ОТ) (0:0, 1:1, 0:0, 0:1) | ХИФК | Ледовый дворец ЦСКА, Москва Зрителей: 300 |

| Отчёт                                      | Отчёт          | Отчёт                                  | Отчёт         | Отчёт          |
| ------------------------------------------ | -------------- | -------------------------------------- | ------------- | -------------- |
|                                            |                |                                        |               |                |
|                                            | Алексей Егоров | Вратари                                | Томас Дрэйпер | Судья: Буланов |
|                                            | Голы:          |                                        |               | Судья: Буланов |
| Константин Корнеев (Д. Тепляков) бол 38:12 | 1:0 1:1 1:2    | 39:36 Сааринен (Пярссинен) 63:18 Лайне |               | Судья: Буланов |
|                                            |                |                                        |               | Судья: Буланов |
|                                            |                |                                        |               | Судья: Буланов |
|                                            |                |                                        |               | Судья: Буланов |
| 70 мин                                     | Штраф          | 148 мин                                |               | Судья: Буланов |
|                                            |                |                                        |               |                |
|                                            | 30 (10+7+11+2) | Броски                                 | 22 (7+5+7+3)  |                |

### Финал
| 24 августа 2002 13:00 | Спартак | 1 : 3 (0:1, 0:1, 1:1) | Ак Барс | Дворец спорта Сокольники, Москва Зрителей: 3000 |

| Отчёт                       | Отчёт                      | Отчёт | Отчёт                      | Отчёт         |
| --------------------------- | -------------------------- | --- | -------------------------- | ------------- |
|                             |                            | |                            |               |
|                             | Стивен Плуфф 00:00 - 60:00 | Вратари | 00:00 - 60:00 Андрей Царев | Судья: Зайцев |
|                             | Голы:                      | |                            | Судья: Зайцев |
| Кузнецов (С. Арекаев) 57:16 | 0:1 0:2 0:3 1:3            | 8:01 Алексей Тертышный (В. Атюшов, А. Королюк) 22:42 Дмитрий Гоголев (А. Бабчук) 50:39 Александр Королюк (Д. Гоголев) |                            | Судья: Зайцев |
|                             |                            | |                            | Судья: Зайцев |
|                             |                            | |                            | Судья: Зайцев |
|                             |                            | |                            | Судья: Зайцев |
| 4 мин                       | Штраф                      | 14 мин |                            | Судья: Зайцев |
|                             |                            | |                            |               |
|                             | 19 (8+5+6 )                | Броски | 17 (8+6+3)                 |               |

## Итоговое положение команд
| 1 | Ак Барс        |
| 2 | Спартак        |
| 3 | ХИФК           |
| 4 | Крылья Советов |
| 5 | ЦСКА           |
| 6 | Витязь         |

## Лучшие игроки
Лучший бомбардир:  Александр Королюк («Ак Барс») — 7 (3+4).

## Факты
- Впервые в розыгрыше Кубка Спартака не участвовала команда «Звезды России».
- Впервые призером турнира стала команда из дальнего зарубежья (финский ХИФК).
- На финальной игре присутствовал президент РФ Борис Ельцин.